# Pastirček (revija)
Pastirček je slovenska otroška in mladinska revija, mesečnik, ki izhaja v Gorici.
Revijo Pastirček so osnovali slovenski kateheti na Goriškem in Tržaškem za veliko noč leta 1946, saj so za osnovnošolske otroke želeli ustvariti revijo, ki bi dopolnila tedanje veliko pomanjkanje slovenskih učbenikov . Prvi urednik Pastirčka je bil msgr. Kazimir Humar do leta 1951, nasledil mu je sobrat Srečko Gregorec do leta 1963. Revija se je nato preselila v Trst, kjer jo je urejeval dr. Jože Prešeren do leta 1976. Ko se je revija vrnila v Gorico, sta jo urejevali učiteljici Zora Saksida (1976 - 1978) in Ljubka Šorli (1978 - 1988). Dve leti je nato Pastirčka urejevala učiteljica Ljuba Smotlak iz Mačkolj, od leta 1990 pa je uredništvo spet v Gorici, kjer revijo izdaja Zadruga Goriška Mohorjeva družba, odtlej pa je Pastirčkov motor in organizator Marijan Markežič .
Pastirček pripoveduje in piše o ljubezni do Jezusa (dobrega Pastirja), o ljubezni do slovenskega jezika, lepega petja in lepega obnašanja, budi domišljijo otrok skozi pravljice, zgodbice, igrice, uganke, kuharske recepte, učne in razvedrilne strani. Uredništvo je skrbelo in se še trudi tudi za izid cele vrste otroških knjig in pesmaric.
Leta 2017 je revija Pastirček prejela Černetovo nagrado.